# Union City (Pensilvânia)
Union City é um distrito localizado no estado norte-americano de Pensilvânia, no Condado de Erie.

## Demografia
Segundo o censo norte-americano de 2000, a sua população era de 3463 habitantes.
Em 2006, foi estimada uma população de 3361, um decréscimo de 102 (-2.9%).

## Geografia
De acordo com o United States Census Bureau tem uma área de
4,9 km², dos quais 4,9 km² cobertos por terra e 0,0 km² cobertos por água. Union City localiza-se a aproximadamente 439 m acima do nível do mar.

## Localidades na vizinhança
O diagrama seguinte representa as localidades num raio de 12 km ao redor de Union City.